# Guam en los Juegos Olímpicos de Sídney 2000
Guam estuvo representado en los Juegos Olímpicos de Sídney 2000 por siete deportistas, cinco hombres y dos mujeres, que compitieron en cinco deportes.
La portadora de la bandera en la ceremonia de apertura fue la halterófila Melissa Lynn Fejeran. El equipo olímpico guameño no obtuvo ninguna medalla en estos Juegos.